# NGC 3537
NGC 3537 est constitué de deux vastes galaxies lenticulaires relativement éloignées et situées dans la constellation de la Coupe. La galaxie la plus au sud est PGC 33753, plus petite et de magnitude plus faible que PGC 33752. Comme on peut le constater sur l'image de l'édute Pan-STARRS, la brillance de surface de PGC 33753 est plus élevée que celle de PGC 33572. Les vitesses par rapport au fond diffus cosmologique de PGC 33752 et de PGC 33753 sont respectivement de 8 554 ± 48 km/s et de 8 544 ± 48 km/s, ce qui correspond à une distance de Hubble de 126,2 ± 8,9 Mpc (∼412 millions d'al) identique pour les deux galaxies,.
Ces deux galaxies forment donc une réelle paire physique et à en juger d'après l'image du relevé Pan-STARRS, elles sont en interaction gravitationnelle.
Notons que la base de données associe NGC 3537 à la galaxie LEDA 33759 située à environ 15 minutes d'arc plus au sud. De plus, il n'y a aucune donnée concernant NGC 3537 sur la base de données HyperLeda.

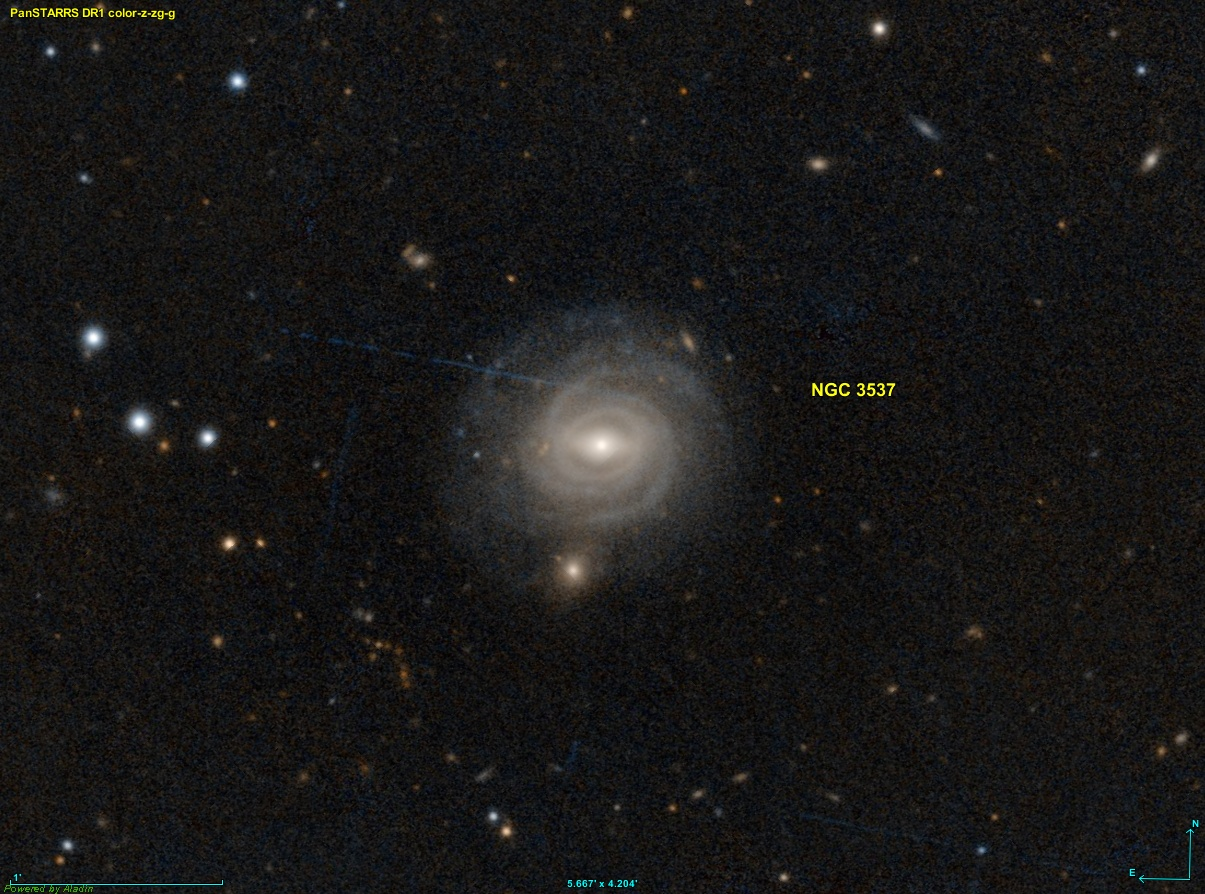
Pour Simbad, NGC 3537 est la galaxie spirale LEDA 33759.